# Jan Julius Schreuder
Jan Julius Schreuder (né le 12 février 1704 à Hamburg et mort le 16 janvier 1764 à Batavia, actuel Jakarta) est le 37e gouverneur du Ceylan néerlandais.

## Biographie
Il épousa Clara Geertruida de la Haye à Batavia le 15 novembre 1729.